# Tramwaje w Aigle/Leysin
Tramwaje w Aigle/Leysin − zlikwidowany system komunikacji tramwajowej w szwajcarskich miastach Aigle i Leysin. 

## Historia
Linię tramwajową łączącą Aigle z hotelem w Leysin o długości 0,9 km oddano do eksploatacji 5 maja 1900. Trasa tramwajowa zaczynała się w Aigle na dworcu kolejowym na którym korzystała z linii kolejowej. Przy Pont-de-la-Grande-Eau linia tramwajowa odchodziła od linii kolejowej i była poprowadzona ulicami do hotelu. W czasie kryzysu 31 sierpnia 1932 linia została zwieszona. W 1934 zamknięto hotel. Wznowienie ruchu planowano po II wojnie światowej, ale planów tych nie zrealizowano i w 1945 rozebrano trasę tramwajową. Do dzisiaj zachowała się tylko linia kolejowa po której jeździły tramwaje. Czas jazdy tramwajem wynosił 6 minut.

## Linia
W Aigle działała jedna linia tramwajowa:
- Aigle Pont-de-la-Grande-Eau (dworzec kolejowy) – Grand-Hôtel

## Tabor
Do obsługi linii posiadano 3 tramwaje typu Ce 2/2. 
Dane techniczne tramwajów Ce 2/2:
| Typ    | Rok produkcji | Liczba egzemplarzy/numery | Długość | Waga  | Uwagi            |
| ------ | ------------- | ------------------------- | ------- | ----- | ---------------- |
| Ce 2/2 | 1900          | 3/1−3                     | 7,6 m   | 7 ton | wagony silnikowe |